# 奎光塔
奎光塔，位于中国四川省成都市都江堰市奎光路中段西侧，现奎光塔公园内。2002年12月27日列為四川省第六批省級文物保護單位。2013年3月5日列為第七批全國重點文物保護單位。
奎光塔始建于明朝，毁于兵火后重建于清道光十一年（1831年）。奎光塔为17层密檐式六角砖塔，是中国现存层数最多的古塔。清道光年间县令周因培为点缀江山、振兴文风而建。塔坐南向北，通高52.67米；塔内1-5层置塔心室和观景回廊，有螺旋石梯可登。附属建筑周公祠系邑民纪念周因培的专祠。